# Milton Estrella
Milton Estrella (ur. 15 października 1954) – ekwadorski judoka i zapaśnik walczący w stylu wolnym. Olimpijczyk z Moskwy 1980, gdzie w turnieju judo zajął trzynaste miejsce w kategorii 86 kg.
W zapasach zdobył dwa medale na igrzyskach Ameryki Południowej w 1982. Brązowy medalista igrzysk boliwaryjskich w zapasach z 1977 roku.